# Khắc tinh của quỷ
Khắc Tinh Của Quỷ (tiếng Anh: The Pope's Exorcist) là một bộ phim kinh dị tâm linh của Mỹ năm 2023 do Julius Avery đạo diễn từ kịch bản của Michael Petroni và Evan Spiliotopoulos, dựa trên cuốn sách năm 1990 An Exorcist Tells His Story và cuốn sách năm 1992 An Exorcist: More Stories của Linh mục Gabriele Amorth. Phim có sự tham gia của các Diễn viên nổi tiếng như Russell Crowe trong vai Amorth, Daniel Zovatto, Alex Essoe và Franco Nero...
Quá trình sản xuất bắt đầu vào năm 2020 khi Screen Gems đã mua bản quyền câu chuyện của Amorth. Sau khi thay đạo diễn và sửa đổi kịch bản, quá trình quay phim diễn ra từ tháng 8 đến tháng 10 năm 2022 tại Ireland.
Khắc Tinh Của Quỷ được công chiếu tại một số quốc gia quốc tế bắt đầu từ ngày 6 tháng 4 năm 2023 và tại Hoa Kỳ vào ngày 14 tháng 4. Bộ phim nhận được nhiều đánh giá trái chiều từ các nhà phê bình và đã thu về 61 triệu USD trên toàn thế giới, tại Việt Nam bộ phim cũng được công chiếu vào ngày 14 tháng 4 và thu về 20,5 tỷ đồng tính ở thời điểm hiện tại, một con số khá khiêm tốn, tức là ngày 5 tháng 5 năm 2023, hiện tại phim đã phát hành bản Bluray.

## Kịch bản
Năm 1987, cha Amorth, nhà trừ tà riêng của Giáo hoàng, một người trần tục, đi xe tay ga, hài hước, thực tế, đến thăm một ngôi làng ở Ý, nơi một người đàn ông dường như bị quỷ ám. Cùng với linh mục địa phương, Amorth bước vào căn phòng nơi người đàn ông bị trói. Trong khi trừ tà cho anh ta, bằng cách sử dụng một bí tích của Huân chương Thánh Benedict, Amorth đã xua đuổi con quỷ thành một con lợn, sau đó nó bị giết bằng một khẩu súng ngắn.
Vụ việc này khiến cha Amorth gặp rắc rối với tòa án Giáo hội,vì cha Amorth đã hành động mà không được cấp trên cho phép. Một thành viên của tòa án là một giám mục Châu Phi thân thiện có tên là Lumumba, trong đó có một Hồng Y người Mỹ xấu xa tên là Sullivan, hoài nghi về sự chiếm hữu của quỷ. Amorth trả lời rằng cái ác có tồn tại, và rằng anh ta không thực hiện một lễ trừ tà thực sự, mà là một nhà hát tâm lý nào đó để giúp đỡ người đàn ông bị rối loạn tâm thần. Chán ghét về sự việc nghi ngờ cha Amorth bước ra khỏi phiên điều trần tòa án.
Giáo hoàng chỉ định cha Amorth đến thăm một cậu bé bị quỷ ám có tên là Henry ở Tây Ban Nha. mẹ của Henry tên là Julia, và có cô chị gái tuổi teen nổi loạn tên là Amy, Gia đình Henry đã đi từ Mỹ để sở hữu một tu viện cổ kính bí ẩn của Tây Ban Nha, đây là di sản duy nhất của cha Henry để lại, đối với gia đình cậu bé sau khi ông qua đời trong một vụ tai nạn xe hơi mà cậu bé cũng có mặt. Cậu bé bị chấn thương đã không nói chuyện kể từ vụ tai nạn. Những người thợ đang khôi phục lại tu viện để gia đình có thể bán nó đã rời đi sau một trận hỏa hoạn kinh hoàng. Henry bắt đầu cư xử kỳ lạ và mang cậu bé đi bệnh viện, xét nghiệm bảng hóa học huyết thanh và MRI cho thấy không có gì bất thường.
Cậu bé Henry, bị quỷ ám yêu cầu một linh mục; Cha Esquibel địa phương đến, nhưng con quỷ trong cậu bé chế nhạo ông ta một cách tục tĩu. Amorth đến và nhờ cha Esquibel làm trợ lý, mặc dù cha Esquibel chưa được đào tạo để trở thành một nhà trừ tà. Esquibel nói rằng anh ấy đã nghe nói về cha Amorth nhưng chưa đọc sách của cha Amorth; Amorth nói, "Chúng là những cuốn sách rất hay đó." Amorth nói kinh cầu nguyện là rất quan trọng, mặc dù cha Esquibel đã phạm sai lầm với tư cách là một trợ lý trừ tà, bao gồm cả việc bóp cổ Henry khi con quỷ chống đối và chế nhạo anh ta vì tội lỗi của mình.
Bộ đôi cố gắng trừ tà cho cậu bé, nhưng không thành công, khi con quỷ thốt ra những câu báng bổ trong nghi lễ. Đôi khi con quỷ của Henry thậm chí còn chiếm hữu Amy. Amorth nhận thấy Julia không phải là một tín đồ tôn giáo từ khi còn nhỏ, nhưng anh ấy đã thuyết phục cô ấy cầu nguyện sau khi cô ấy tiết lộ rằng cô ấy tin rằng thiên thần hộ mệnh đã giúp đỡ cô ấy trong thời thơ ấu.
Tại Rome, Giáo hoàng bị ốm khi đọc tài liệu về vụ án Tây Ban Nha và phải nhập viện. Amorth tìm thấy một cái giếng trong khuôn viên tu viện đi xuống một khu phức hợp bị Nhà thờ phong tỏa vì nguy hiểm về mặt ma quỷ. Amorth biết rằng một người sáng lập Tòa án dị giáo Tây Ban Nha, một nhà trừ tà đã bị chiếm hữu, điều này cho phép con quỷ xâm nhập vào Giáo hội và làm nhiều điều xấu xa. Cha Amorth cũng phát hiện ra rằng Giáo hội đã che đậy điều này, và cuối cùng phát hiện ra tên con quỷ trong cậu bé Henry tên là Asmodeus Chúa tể của địa ngục, thứ sẽ hỗ trợ việc trừ tà.
Cha Amorth và cha Esquibel tham gia bí tích Xưng tội và Giải tội, cùng nhau thú nhận và tha thứ cho nhau về tội lỗi của họ: rằng sau khi làm linh mục cha Amorth từng là một quân lính người Ý sống sót sau Thế chiến thứ hai và thề sẽ phục vụ Chúa để tỏ lòng biết ơn, một phụ nữ mắc bệnh tâm thần đã hỏi vì sự giúp đỡ của Amorth, và chết vì tự tử khi Amorth không giúp cô ấy vì lòng kiêu hãnh; và cha Esquibel có tình cảm với một phụ nữ trẻ mà sau này anh ta không cưới. Cả hai đã sẵn sàng; cha Amorth hướng dẫn cha Esquibel đeo Huân chương kỳ diệu vòng cổ. Trong lễ trừ tà, họ có những hình ảnh khủng khiếp về những người phụ nữ mà họ đã thất bại. Lễ trừ tà chỉ thành công khi Amorth tự hiến thân để được chiếm hữu, điều này đồng nghĩa với việc Asmodeus đã tuyên bố trước đó rằng con quỷ muốn tiêu diệt cha Amorth.
Cha Amorth cố gắng treo cổ tự tử, nhưng con quỷ không cho phép, thích cơ thể của cha Amorth nên con quỷ đã xâm nhập và phá hủy Giáo hội. Tuy nhiên cha Esquibel đã giúp cha Amorth xua đuổi con quỷ và sự xuất hiện của con quỷ giống như hai người phụ nữ đã gây rắc rối cho những người đàn ông. Giáo hoàng hồi phục, cậu bé Henry cũng vậy.
Bộ đôi chiến thắng đến thăm Rome và nghe tin Hồng y Sullivan đã nghỉ phép và đã đến ở Guam, được thay thế bởi linh mục Lumumba. Cha Amorth và cha Esquibel được nhận vào kho lưu trữ đặc biệt của Giáo hội; linh mục Lumumba nói với họ rằng họ sẽ đến thăm hàng trăm địa điểm xấu xa khác, với sự trợ giúp của bản đồ mà Amorth được phát hiện tại tu viện, để chống lại Ác quỷ; Amorth nói đùa rằng anh ấy và Esquibel sẽ xuống Địa ngục. Cuối cùng, các từ trên màn hình tường thuật chi tiết về sự nghiệp của Amorth, bao gồm cả việc ông viết nhiều sách và "Những cuốn sách rất hay", tiếp theo là một bức ảnh của Amorth thật.

## Dàn Diễn viên
- Russell Crowe trong vai Cha Gabriele Amorth[7]
- Daniel Zovatto trong vai Cha Esquibel
- Alex Essoe trong vai Julia
- Franco Nero với tư cách là Giáo hoàng
- Peter DeSouza-Feighoney trong vai Henry
- Laurel Marsden trong vai Amy[7]
- Cornell John trong vai Giám mục Lumumba[8]
- Ryan O'Grady trong vai Hồng y Sullivan
- Ralph Ineson lồng tiếng cho Asmodeus[9]

## Sản xuất

### Phát triển
Vào tháng 10 năm 2020, Screen Gems đã mua bản quyền câu chuyện về Cha Gabriele Amorth với Ángel Gómez được thuê để chỉ đạo. Chester Hastings và R. Dean McCreary được chỉ định viết kịch bản, trong khi Michael Patrick Kaczmarek, Jeff Katz và Edward "Eddie" Siebert được chỉ định sản xuất bộ phim. Vào tháng 6 năm 2022, Julius Avery bắt đầu làm đạo diễn cho bộ phim cùng với nhà sản xuất Doug Belgrad của 2.0 Entertainment. Các bản sửa đổi kịch bản tiếp theo được cung cấp bởi Michael Petroni , Evan Spiliotopoulos và Chuck MacLean.
Deepa Barath tại Tin tức AP kể lại, "Linh mục Edward Siebert, khoảng sáu năm trước, lo lắng về thỏa thuận mà ông vừa ký với Hiệp hội Thánh Paul để mua bản quyền câu chuyện cuộc đời của Linh mục Gabriele Amorth - cố Linh mục Pauline được gọi là 'James Bond của những người trừ quỷ.' Siebert, giảng dạy về phim tại Đại học Loyola Marymount ở Los Angeles và điều hành công ty sản xuất phim của trường, không có tên tuổi trong bất kỳ bộ phim điện ảnh nào và tự hỏi vào thời điểm đó: 'Tôi đã đi và làm gì?' ... Siebert, người đã làm việc gần tám năm để đưa câu chuyện của Amorth lên màn ảnh rộng, cho biết 'The Pope's Exorcist' không thay đổi quan điểm của ông về phim kinh dị hay lễ trừ tà; cả hai đều khiến ông ớn lạnh. Nhưng nó sưởi ấm trái tim ông khi xem một linh mục được thể hiện dưới ánh sáng tích cực sau rất nhiều bộ phim và chương trình truyền hình đã phỉ báng hoặc coi thường họ.' Thật tốt khi thấy một linh mục nói về cầu nguyện, sự tha thứ, tình yêu của Chúa và trên hết là chiến thắng ma quỷ," anh nói. 'Thật tuyệt khi cuối cùng cũng thấy một linh mục như một anh hùng.'"

### Chiêu mộ
Vào tháng 6 năm 2022, Russell Crowe được chọn vào vai Amorth. Tháng sau, Alex Essoe và Daniel Zovatto tham gia dàn diễn viên. Vào tháng 9, Franco Nero được chọn vào vai Giáo hoàng , trong khi Laurel Marsden, Cornell S. John và Peter DeSouza-Feighoney được thêm vào dàn diễn viên. Ralph Ineson lồng tiếng cho con quỷ.

### Quay phim
Chụp ảnh chính diễn ra từ tháng 8 đến tháng 10 năm 2022 tại Dublin và Limerick , Ireland và Rome Ý. Các cảnh được quay với Crowe tại Trinity College ở Dublin.

## Công chiếu
Khắc Tinh Của Quỷ được công chiếu tại Ấn Độ vào ngày 7 tháng 4 năm 2023. Phim được công chiếu tại Hoa Kỳ vào ngày 14 tháng 4 năm 2023, bởi Sony Pictures Releasing. Tại Việt Nam cũng công chiếu vào ngày 14 tháng 4 năm 2023.

## Đánh giá và doanh thu

### Phòng vé
Tính đến ngày 5 tháng 5 năm 2023, Khắc Tinh Của Quỷ đã thu về 18,7 triệu USD ở Hoa Kỳ và Canada, và 43,1 triệu USD ở các vùng lãnh thổ khác, với tổng doanh thu toàn cầu là 61,8 triệu USD.
Tại Hoa Kỳ và Canada, Khắc Tinh Của Quỷ được phát hành cùng với Renfield, Mafia Mamma, Sweetwater và Suzume, và được dự đoán sẽ thu về từ 4–10 triệu đô la từ 3.178 rạp trong tuần đầu công chiếu. Bộ phim đã kiếm được 3,5 triệu đô la trong ngày đầu tiên, bao gồm 850.000 đô la từ các bản xem trước vào tối thứ Năm. Nó tiếp tục ra mắt với 9,2 triệu đô la, đứng thứ hai sau The Super Mario Bros. Bộ phim đã kiếm được 3,3 triệu đô la trong tuần thứ hai công chiếu (giảm 63%), đứng ở vị trí thứ bảy.
Ở nước ngoài, phim được công chiếu một tuần trước khi ra mắt tại Mỹ, thu về 12 triệu USD từ 43 thị trường. Trong tuần thứ hai, bộ phim mở rộng ra 51 thị trường, thu về 10,4 triệu USD. Khắc Tinh Của Quỷ thu về 5,7 triệu USD từ 53 thị trường trong tuần thứ ba công chiếu.

### Đánh giá quan trọng
Trên trang web tổng hợp đánh giá Rotten Tomatoes, 50% trong số 86 bài phê bình của các nhà phê bình là tích cực, với điểm trung bình là 5,1/10. Sự đồng thuận của trang web có nội dung: "Dominus Crowe! The Pope's Exorcist là tác phẩm kinh dị thần thánh theo tiêu chuẩn ở hầu hết các khía cạnh, nhưng màn trình diễn thần thánh của ngôi sao sẽ là câu trả lời cho lời cầu nguyện của nhiều người xem." Metacritic, sử dụng điểm trung bình có trọng số, đã cho bộ phim số điểm 45 trên 100, dựa trên 19 nhà phê bình, cho biết "các bài đánh giá hỗn hợp hoặc trung bình". Khán giả được khảo sát bởi CinemaScore cho điểm trung bình của phim là "B-" trên thang điểm từ A+ đến F,đã cho bộ phim 79% số điểm tích cực. [25]
Tamlin Magee tại The Guardian thông báo, "Hầu hết các ngành nghề đều được tôn vinh bởi sự chú ý của siêu sao Hollywood. Tuy nhiên, một cơ quan đại diện cho các học viên ngoài đời thực được mô tả trong bộ phim kinh dị mới của Russell Crowe The Pope's Exorcist đã lên án bộ phim là 'không đáng tin cậy ... điện ảnh bắn tung tóe'.... . kẻ thù là, ma quỷ hoặc quyền lực giáo hội'."
Paul Asay tại Plugged In , một ấn phẩm đánh giá phim Cơ đốc giáo, ca ngợi bộ phim vì chủ đề hy sinh và ca ngợi đức tính của tình yêu; ông viết rằng The Pope's Exorcist "có thể thực sự gieo những hạt giống phát triển tâm linh trong cuộc sống của một số người".
Màn trình diễn của Crowe đã nhận được nhiều đánh giá trái chiều từ các nhà phê bình. Chris Vognar của Rolling Stone đã đánh giá tích cực màn trình diễn của anh ấy, viết rằng "Crowe mang đến một thể chất hùng vĩ và sự quyến rũ nháy mắt đi cùng với lực hấp dẫn của Amorth." Kayleena Pierce-Bohen của Screen Rant cũng tích cực tương tự, viết rằng "ngay cả khi [Crowe] ở trong một thứ gì đó dưới mức trung bình, thì sự hiện diện của anh ấy trên màn ảnh là không thể phủ nhận." Tuy nhiên, một số nhà phê bình, bao gồm Pierce-Bohen và Luke Thompson của AV Club , đã chỉ trích giọng Ý của Crowe.

## Phần tiếp theo
Vào ngày 25 tháng 4 năm 2023, mười một ngày sau khi ra rạp, phần tiếp theo được thông báo là đang được phát triển sớm. Crowe dự kiến sẽ tiếp tục vai trò của mình.